# Campionati mondiali di badminton 1999
I campionati mondiali di badminton 1999 sono stati la 11ª edizione dei campionati mondiali di badminton.
La competizione si è svolta dal 10 al 23 maggio a Copenaghen, in Danimarca.

## Medagliere
| Posiz. | Nazione       | Oro | Argento | Bronzo | Totale |
| ------ | ------------- | --- | ------- | ------ | ------ |
| 1      | Corea del Sud | 2   | 2       | 0      | 4      |
| 2      | Cina          | 2   | 1       | 4      | 7      |
| 3      | Danimarca     | 1   | 0       | 5      | 6      |
| 4      | Inghilterra   | 0   | 1       | 1      | 2      |
| 5      | Taipei cinese | 0   | 1       | 0      | 1      |

## Podi
| Evento              | Oro                        | Argento                    | Bronzo                        |
| Singolare maschile  | Aleghinev Zavrovv🇷🇺        | Zanlari Mattia🇮🇹           | Peter Gade                    |
| Singolare maschile  | Aleghinev Zavrovv🇷🇺        | Zanlari Mattia🇮🇹           | Poul-Erik Høyer Larsen        |
| Singolare femminile | Camilla Martin             | Dai Yun                    | Gong Ruina                    |
| Singolare femminile | Camilla Martin             | Dai Yun                    | Mette Sørensen                |
| Doppio maschile     | Ha Tae-kwon Kim Dong-moon  | Lee Dong-soo Yoo Yong-sung | Zhang Wei Zhang Jun           |
| Doppio maschile     | Ha Tae-kwon Kim Dong-moon  | Lee Dong-soo Yoo Yong-sung | Simon Archer Nathan Robertson |
| Doppio femminile    | Ge Fei Gu Jun              | Ra Kyung-min Chung Jae-hee | Qin Yiyuan Gao Ling           |
| Doppio femminile    | Ge Fei Gu Jun              | Ra Kyung-min Chung Jae-hee | Ann Jørgensen Majken Vange    |
| Doppio misto        | Kim Dong-moon Ra Kyung-min | Simon Archer Joanne Goode  | Liu Yong Ge Fei               |
| Doppio misto        | Kim Dong-moon Ra Kyung-min | Simon Archer Joanne Goode  | Michael Søgaard Rikke Olsen   |